# Захаркин, Игорь Николаевич
Игорь Николаевич Захаркин (род. 25 августа 1965, Горький) — советский хоккеист, нападающий.

## Биография
Игорь Захаркин родился 25 августа 1965 года в городе Горький (сейчас Нижний Новгород).
Занимался хоккеем с шайбой в горьковском «Торпедо».
Играл на позиции нападающего. В сезоне-1982/83 сыграл за «Торпедо» 7 матчей в чемпионате СССР. В этом и следующем сезоне продолжал выступать за молодёжную команду горьковчан.
В сезоне-1984/85 играл во второй лиге за «Кренгольм» из Нарвы.
В 1985—1987 годах играл во второй лиге за новочебоксарский «Сокол». За два сезона провёл 101 матч, набрал 84 (40+44) очка.
В сезоне-1987/88 выступал в первой лиге за калининский СКА МВО, сыграл 40 матчей, набрал 12 (4+8) очков.
После этого вернулся в «Сокол», в котором отыграл четыре следующих сезона, в том числе сезон-1991/92, когда новочебоксарцы выступали в первой лиге. За этот период провёл 207 поединков, набрал 90 (54+36) очков.